# Fred A. Busse

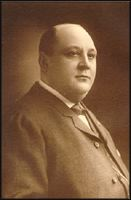
Fred A. Busse

Fred Adolph Busse (* 3. März 1866 in Chicago, Illinois; † 9. Juli 1914 ebenda) war ein US-amerikanischer Politiker. Zwischen 1907 und 1911 war er Bürgermeister der Stadt Chicago.

## Werdegang
Über die Jugend und Schulausbildung von Fred Busse ist nichts überliefert. Er arbeitete zunächst in der Eisenwarenbranche und wurde dann Präsident seiner eigenen im Kohlehandel tätigen Firma Busse Coal Co. Später arbeitete er für die Northwestern Coal Company. Gleichzeitig schlug er als Mitglied der Republikanischen Partei eine politische Laufbahn ein. Zwischen 1895 und 1898 saß er als Abgeordneter im Repräsentantenhaus von Illinois; von 1899 bis 1900 gehörte er dem Staatssenat an. Von 1903 bis 1905 war er State Treasurer von Illinois. Danach fungierte er von 1905 bis 1907 als Posthalter in Chicago. In den Jahren 1905 und 1910 war er auch Mitglied im Staatsvorstand seiner Partei.
1907 wurde Busse zum Bürgermeister von Chicago gewählt. Dieses Amt bekleidete er nach einer Wiederwahl zwischen 1907 und 1911. Diese Zeit war in Chicago von Korruption und organisierter Kriminalität bestimmt. Diese Entwicklung sollte sich in den folgenden Jahren fortsetzen und in den 1920er Jahren unter Al Capone ihren Höhepunkt erreichen. Busse tat wenig bis nichts, um dieser Entwicklung entgegenzuwirken. Ihm wird sogar selbst Korruption nachgesagt. Zumindest in einem Fall soll er eine Bordellbesitzerin protegiert haben. In der Bevölkerung regte sich allmählich Widerstand gegen diese Zustände. Der Bürgermeister wurde gezwungen, eine Kommission  einzusetzen, die die Verhältnisse im illegalen Glücksspiel und der Prostitution erforschen sollte. Bis zu Busses Ausscheiden aus seinem Amt legte diese Kommission allerdings keinen Ergebnisbericht vor.
Fred Busse starb am 9. Juli 1914 an Herzversagen und wurde auf dem Graceland Cemetery in Chicago beigesetzt.